# Dubicko
Dubicko är en ort i Tjeckien.   Den ligger i regionen Olomouc, i den östra delen av landet, 180 km öster om huvudstaden Prag. Dubicko ligger 272 meter över havet och antalet invånare är 1 082.
Terrängen runt Dubicko är kuperad norrut, men söderut är den platt. Runt Dubicko är det ganska tätbefolkat, med 172 invånare per kvadratkilometer. Närmaste större samhälle är Mohelnice, 6,5 km sydväst om Dubicko. Trakten runt Dubicko består till största delen av jordbruksmark.